# Aunt Peg
Aunt Peg è un film pornografico statunitense del 1980, diretto da Anthony Spinelli e con protagonisti John Holmes e Juliet Anderson.

## Trama
Peg seduce suo cognato, il suo assistente Bill e la sua migliore amica Alice.

## Curiosità
Fu il primo film pornografico in cui il protagonista, in questo caso John Holmes, interpreta di fatto se stesso, come accadrà molto spesso nei film successivi di questo genere.